# Horn, Österrike
Horn är en stadskommun i det österrikiska förbundslandet Niederösterreich. Staden är huvudort för distriktet med samma namn och är belägen i Hornbäckenet, cirka 40 kilometer norr om Krems an der Donau. Kommunen har 6 505 invånare (2024).

## Orter
Kommunen består av fem orter (Ortschaften) (inom parentes invånarantal 1 januari 2024):
- Breiteneich (376)
- Doberndorf (34)
- Horn (5 499)
- Mühlfeld (131)
- Mödring (465)

## Historia
Horn omnämndes för första gången i mitten av 1000-talet. På 1100-talet byggdes borgen och staden (1282 var den första benämningen som stad). Staden var ett viktigt regionalt centrum både för handeln (tullrättigheter) och förvaltning (domstol). På 1500- och 1600-talen byggdes stadens befästningar ut.
I början på 1600-talet var Horn ett centrum för reformationen. Protestantiska adelsmän slutade sig samman i Hornförbundet. Efter motreformationens seger dominerade greve Ferdinand Kurz och hans ättlingar stadens utveckling. Han hämtade piaristorden till staden, grundade ett gymnasium och gynnade textiltillverkning.
1850 blev Horn distriktshuvudort. År 1889 när Kamptalbanan öppnades anslöts Horn till järnvägsnätet. Under 1900-talet utvecklades staden till administrativt centrum för nordvästra Niederösterreich.

## Stadsbild och sevärdheter
Den äldsta byggnaden är kyrkan Sankt Stephan som omnämndes redan 1050. Kyrkan har ett romanskt och ett gotiskt kor som byggdes om i barock stil. Stadskyrkan är från renässanstiden och byggdes 1593-1598, Piaristkyrkan som byggdes 1658-1662 är barock. Bland de sekulära byggnaderna är det gamla lasarettet (Bürgerspital) och Turmhof sevärda. Lasarettet inhyser idag ett museum, Turmhof stadsförvaltningen och stadsbiblioteket. I stadens centrum finns många borgarhus från barock- och Biedermeiertiden. Slottet byggdes om och till under renässanstiden. Även i orten Breiteneich finns ett renässansslott från mitten av 1500-talet.

### Museer
- Höbarthmuseet, utställningar till regionens förhistoria, stadens historia och folkkultur
- Madermuseet, lantbruksmaskiner och verktyg.

## Näringsliv
Horn är ett viktigt regionalt förvaltnings-, service- och handelscentrum.

### Kommunikationer
Horn ligger vid Kamptalbanan. Vid Horn sammanstrålar flera viktiga vägar.